# Super Black Market Clash
Super Black Market Clash – tytuł albumu brytyjskiego, punkrockowego zespołu The Clash wydany 26 października 1993 roku. Jest to składanka prezentująca utwory z lat 1977-1982, które nie weszły wcześniej na płyty bądź ukazały się na stronach „B” singli winylowych (rozszerzone wydanie albumu Black Market Clash z 1980 roku).

## Utwory
1. „1977” (Strummer/Jones) (ze strony „B” singla „White Riot”, 1977) – 1:41
2. „Listen” (Strummer/Jones) (pełna wersja utworu znana wcześniej z EP Capital Radio One, 1977) – 2:44
3. „Jail Guitar Doors” (Strummer/Jones) (ze strony „B” singla „Clash City Rockers”, 1977) – 3:05
4. „The City of the Dead” (Strummer/Jones) (ze strony „B” singla „Complete Control”, 1978) – 2:24
5. „The Prisoner” (Strummer/Jones) (ze strony „B” singla „(White Man) in Hammersmith Palais”, 1978) – 3:01
6. „Pressure Drop” (Toots Hibbert) (ze strony „B” singla „English Civil War”, 1978) – 3:26
7. „1-2 Crush on You” (Strummer/Jones) (ze strony „B” singla „Tommy Gun”, 1978) – 3:00
8. „Groovy Times” (Strummer/Jones) (z EP The Cost of Living, 1979) – 3:31
9. „Gates of the West” (Strummer/Jones) (z EP The Cost of Living, 1979) – 3:27
10. „Capital Radio Two” (Strummer/Jones) (z EP The Cost of Living, 1979) – 3:20
11. „Time Is Tight” (Booker T. Jones/Steve Cropper/Donald „Duck” Dunn/Al Jackson) (z Black Market Clash, 1980) – 4:06
12. „Justice Tonight/ Kick It Over” (Willie Williams/Jackie Mittoo) – 8:54
13. „Robber Dub” (Strummer/Jones/Mikey Dread) – 4:42
14. „The Cool Out” (Jones/Strummer/Simonon/Headon) (ze strony „B” singla „The Magnificent Seven”, 1980) – 3:54
15. „Stop the World” (Jones/Strummer/Simonon/Headon) (ze strony „B” singla „The Call Up”, 1980) – 2:32
16. „The Magnificent Dance” (Jones/Strummer/Simonon/Headon) (ze strony „B” singla „The Magnificent Seven”, 1981) – 5:38
17. „Radio Clash” (Jones, Strummer, Simonon, Headon) (ze strony „B” singla „This Is Radio Clash”, 1981) – 4:10
18. „First Night Back in London” (Jones/Strummer/Simonon/Headon) (ze strony „B” singla „Know Your Rights”, 1982) – 3:00
19. „Long Time Jerk” (Jones/Strummer/Simonon/Headon) (ze strony „B” singla „Rock the Casbah”, 1982) – 2:57
20. „Cool Confusion” (Jones/Strummer/Simonon/Headon) (ze strony „B” singla „Should I Stay or Should I Go”, 1982)– 3:15
21. „Mustapha Dance” (Jones/Strummer/Simonon/Headon) (ze strony „B” singla „Rock the Casbah”, 1982) – 4:26

## Skład
- Joe Strummer – wokal, gitara
- Mick Jones – gitara, wokal
- Paul Simonon – gitara basowa
- Topper Headon – perkusja
- Terry Chimes – perkusja  („1977”, „Listen” i „Capital Radio Two”)

## Black Market Clash
Black Market Clash – album brytyjskiego, punkrockowego zespołu The Clash wydany w październiku 1980 roku. Jest to składanka prezentująca utwory z lat 1977-1980, które nie weszły wcześniej na płyty bądź ukazały się na stronach „B” singli winylowych.

### Utwory
1. „Capital Radio One” (Strummer/Jones) (z EP Capital Radio One, 1977) – 2:09
2. „The Prisoner” (Strummer/Jones) (ze strony „B” singla „(White Man) in Hammersmith Palais”, 1978) – 3:00
3. „Pressure Drop” (Toots Hibbert) (ze strony „B” singla „English Civil War”, 1978) – 3:30
4. „Cheat” (Strummer/Jones) (z brytyjskiej wersji albumu The Clash) – 2:06
5. „The City of the Dead” (Strummer/Jones) (ze strony „B” singla „Complete Control”, 1978) – 2:26
6. „Time Is Tight” (Booker T. Jones/Steve Cropper/Donald „Duck” Dunn/Al Jackson) – 4:05
7. „Bankrobber/ Robber Dub” (Strummer/Jones/Mikey Dread) – 6:16
8. „Armagideon Time” (Willie Williams/Jackie Mittoo) (ze strony „B” singla „London Calling”, 1979) – 3:50
9. „Justice Tonight/ Kick It Over” (Williams/Mittoo) – 7:00

### Skład
- Joe Strummer – wokal, gitara
- Mick Jones – gitara, wokal
- Paul Simonon – gitara basowa
- Topper Headon – perkusja
- Terry Chimes – perkusja  („Capital Radio One” i „Cheat”)